# 영광 불갑사 사천왕상
영광 불갑사 사천왕상(靈光 佛甲寺 四天王像)은 대한민국 전라남도 영광군 불갑면 모악리, 불갑사에 있는 조선시대의 사천왕상이다. 1987년 9월 18일 전라남도의 유형문화재 제159호로 지정되었다.

## 개요
전라남도 영광군 불갑면 모악리 불갑사에 있는 사천왕상이다. 이 사천왕상은 진흥왕 1년(540)부터 35년(574)까지 연기조사 만든 것으로, 조선 고종 7년(1870)에 설두대사가 나무배 4척을 동원하여 현재의 곳으로 옮겨왔다고 전한다.
사천왕문 좌우편에 각각 2구씩 4구가 배치되어 있는 사천왕상은 불법을 수호하는 역할을 한다. 동쪽은 지국천왕, 남쪽은 증장천왕, 서쪽은 광목천왕, 북쪽은 다문천왕이라 부른다.
지국천왕은 손에 4줄로 된 비파를 들고 있고, 증장천왕은 큰 칼을 가지고 있다. 광목천왕은 용과 구슬을 들고 있으며, 다문천왕은 창과 장식이된 탑을 들고 있다. 들고 있는 물건이 다를 뿐 이들 사천왕상은 표정이나 기법이 모두 비슷하다.
사천왕상은 고대 인도의 신(神)이었으나 불교가 생겨나면서 불교에 흡수된 신으로 전해지고 있다.

## 참고 문헌
- 불갑사사천왕상 - 국가유산청 국가유산포털